# Taça da Liga 2013/14
De Taça da Liga 2013/14 was de zevende editie van de Taça da Liga. Het toernooi begon op 27 juli 2013 en eindigde op 7 mei 2014 met de finale. SC Braga was de titelverdediger.

## Deelnemende clubs
| 3e Ronde(Primeira Liga)  | 3e Ronde(Primeira Liga) | 3e Ronde(Primeira Liga)   | 3e Ronde(Primeira Liga)   |
| ------------------------ | ----------------------- | ------------------------- | ------------------------- |
| Porto (1e)               | Paços de Ferreira (3e)  | Estoril Praia (5e)        | Sporting CP (7e)          |
| Benfica (2e)             | SC Braga (4e)           | Rio Ave (6e)              | Nacional (8ste)           |
| 2e Ronde (Primeira Liga) |                         |                           |                           |
| Vitória SC (9e)          | Académica Coimbra (11e) | Gil Vicente FC (13e)      | CF Os Belenenses (P1)     |
| Marítimo (10e)           | Vitória de Setúbal (12e | Olhanense(14e)            | Arouca (P1)               |
| 1e Ronde (Segunda Liga)  |                         |                           |                           |
| Leixões (3e)             | Tondela (10e)           | Atlético CP (17e)         | Moreirense (R2)           |
| Desportivo das Aves (5e) | Santa Clara (11e)       | Trofense (19e)            | Desportivo de Chaves (P2) |
| Portimonense(6e)         | União da Madeira (12e)  | Sporting da Covilhã (20e) | Farense (P2)              |
| Oliveirense (8e)         | CD Feirense (13e)       | Beira-Mar (R1)            | Académico de Viseu (P2)   |
| Penafiel (9e)            |                         |                           |                           |

Key
- e: Positie in de competitie tijdens het seizoen 2012/13
- P1: Gepromoveerd naar Primeira Liga
- P2: Gepromoveerd naar Segunda Liga
- R1: gedegradeerd naar de Segunda Liga

## Kalender
| Ronde         | Ronde        | Loting            | 1e wedstrijd         | 2e wedstrijd        | Teams   | Wedstrijden |
| ------------- | ------------ | ----------------- | -------------------- | ------------------- | ------- | ----------- |
| 1e Ronde      | Speeldag 1   | 4 juli 2013       | 27 juli 2013         | 27 juli 2013        | 33 → 24 | 30          |
| 1e Ronde      | Speeldag 2   | 4 juli 2013       | 31 juli 2013         | 31 juli 2013        | 33 → 24 | 30          |
| 1e Ronde      | Speeldag 3   | 4 juli 2013       | 4 augustus 2013      | 4 augustus 2013     | 33 → 24 | 30          |
| 1e Ronde      | Speeldag 4   | 4 juli 2013       | 7 augustus 2013      | 7 augustus 2013     | 33 → 24 | 30          |
| 1e Ronde      | Speeldag 5   | 4 juli 2013       | 14 augustus 2013     | 14 augustus 2013    | 33 → 24 | 30          |
| 2e Ronde      | 2e Ronde     | 10 september 2013 | 25-26 september 2013 | 30-31 oktober 2013  | 24 → 16 | 16          |
| 3e ronde      | Speeldag 1   | 20 november 2013  | 29 december 2013     | 29 december 2013    | 16 → 4  | 24          |
| 3e ronde      | Speeldag 2   | 20 november 2013  | 15 januari 2014      | 15 januari 2014     | 16 → 4  | 24          |
| 3e ronde      | Speeldag 3   | 20 november 2013  | 25 januari 2014      | 25 januari 2014     | 16 → 4  | 24          |
| Knock-outfase | Halve finale | 20 november 2013  | 12-13 februari 2014  | 12-13 februari 2014 | 4 → 2   | 3           |
| Knock-outfase | Finale       | 20 november 2013  | 26 april 2014        | 26 april 2014       | 2 → 1   | 3           |

## Eerste ronde
| Legenda                                            |
| -------------------------------------------------- |
| Top 2 van elke groep plaatst zich voor de 2e ronde |

### Groep A
| Team             | Gsp | G | G | V | DV | DT | DS | Pts |
| ---------------- | --- | - | - | - | -- | -- | -- | --- |
| Portimonense     | 3   | 2 | 1 | 0 | 3  | 0  | +3 | 7   |
| Beira-Mar        | 3   | 1 | 1 | 1 | 4  | 3  | +1 | 4   |
| Trofense         | 3   | 1 | 0 | 2 | 2  | 4  | –2 | 3   |
| União da Madeira | 3   | 0 | 2 | 1 | 2  | 4  | –2 | 2   |

### Groep B
| Team                | Gsp | G | G | V | DV | DT | DS | Pts |
| ------------------- | --- | - | - | - | -- | -- | -- | --- |
| Santa Clara         | 3   | 2 | 0 | 1 | 3  | 2  | +1 | 6   |
| Farense             | 3   | 1 | 1 | 1 | 3  | 3  | 0  | 4   |
| Desportivo das Aves | 3   | 1 | 1 | 1 | 2  | 2  | 0  | 4   |
| Tondela             | 3   | 0 | 2 | 1 | 4  | 5  | –1 | 2   |

### Groep C
| Team               | Gsp | G | G | V | DV | DT | DS | Pts |
| ------------------ | --- | - | - | - | -- | -- | -- | --- |
| Penafiel           | 3   | 3 | 0 | 0 | 4  | 0  | +4 | 9   |
| Leixões            | 3   | 2 | 0 | 1 | 5  | 5  | 0  | 3   |
| Académico de Viseu | 3   | 1 | 0 | 2 | 2  | 3  | –1 | 3   |
| Atlético CP        | 3   | 0 | 0 | 3 | 2  | 5  | –3 | 0   |

### Groep D
| Team                 | Gsp | G | G | V | DV | DT | DS | Pts |
| -------------------- | --- | - | - | - | -- | -- | -- | --- |
| Moreirense           | 4   | 2 | 1 | 1 | 6  | 2  | +4 | 7   |
| Sporting da Covilhã  | 4   | 2 | 1 | 1 | 4  | 2  | +2 | 7   |
| Desportivo de Chaves | 4   | 2 | 0 | 2 | 7  | 5  | +2 | 6   |
| Oliveirense          | 4   | 1 | 1 | 2 | 3  | 8  | –5 | 4   |
| Feirense             | 4   | 1 | 1 | 2 | 6  | 6  | 0  | 4   |

## Tweede ronde
De loting voor de 2e ronde vond plaats op 10 september 2013 in Porto.
| Team 1              | Tot.         | Team 2             | 1e wedstr. | 2e wedstr. |
| ------------------- | ------------ | ------------------ | ---------- | ---------- |
| Santa Clara         | 0-1          | CF Os Belenenses   | 0-0        | 0-1        |
| Portimonense        | 2-3          | Vitória de Setúbal | 2-2        | 0-1        |
| Moreirense          | 3-4          | Gil Vicente FC     | 0-0        | 3-4        |
| Leixões             | 4-2          | Vitória SC         | 2-1        | 2-1        |
| Sporting da Covilhã | 3-2          | Olhanense          | 1-0        | 2-2        |
| Beira-Mar           | 2-2 (5-4 np) | Arouca             | 0-1        | 2-1        |
| Penafiel            | 2-1          | Académica Coimbra  | 2-1        | 0-0        |
| Farense             | 0-2          | Marítimo           | 0-2        | 0-0        |

## Derde ronde
De loting voor de 3e ronde vond plaats op 20 november 2013 in Porto. De wedstrijden vinden plaats op 29 december 2013, 15 en 25 januari 2014.
| Legenda                                               |
| ----------------------------------------------------- |
| De groepswinnaars plaatsen zich voor de halve finales |

### Groep A
| Team               | Gsp | G | G | V | DV | DT | DS | Pts |
| ------------------ | --- | - | - | - | -- | -- | -- | --- |
| Rio Ave            | 3   | 2 | 1 | 0 | 6  | 2  | +4 | 7   |
| Vitória de Setúbal | 3   | 2 | 0 | 1 | 4  | 3  | +1 | 6   |
| Paços de Ferreira  | 3   | 1 | 1 | 1 | 2  | 3  | –1 | 4   |
| Sporting Covilhã   | 3   | 0 | 0 | 3 | 2  | 6  | –4 | 0   |

|                        |                            |        |                   |                                                                                  |
| 29 december 2013 16:00 | Rio Ave                    | 2–0    | Paços de Ferreira | Estádio dos Arcos, Vila do Conde Toeschouwers: 1,326 Scheidsrechter: João Capela |
| 29 december 2013 16:00 | Hassan 36' Ukra 89' (pen.) | Report |                   | Estádio dos Arcos, Vila do Conde Toeschouwers: 1,326 Scheidsrechter: João Capela |

|                      |                    |        |                  |                            |
| 8 januari 2014 16:00 | Vitória de Setúbal | 1−0    | Sporting Covilhã | Estádio do Bonfim, Setúbal |
| 8 januari 2014 16:00 | Venâncio 90+4'     | Report |                  | Estádio do Bonfim, Setúbal |

|                       |                   |     |                  |                                                                  |
| 15 januari 2014 16:00 | Paços de Ferreira | 2–1 | Sporting Covilhã | Capital do Móvel, Paços de Ferreira Scheidsrechter: Bruno Paixão |
| 15 januari 2014 16:00 | Report            |     |                  | Capital do Móvel, Paços de Ferreira Scheidsrechter: Bruno Paixão |

|                       |         |     |                    |                                                            |
| 15 januari 2014 18:30 | Rio Ave | 1–1 | Vitória de Setúbal | Estádio dos Arcos, Vila do Conde Scheidsrechter: Rui Costa |
| 15 januari 2014 18:30 | Verslag |     |                    | Estádio dos Arcos, Vila do Conde Scheidsrechter: Rui Costa |

|                       |                   |     |                    |                                     |
| 25 januari 2013 16:00 | Paços de Ferreira | 2–0 | Vitória de Setúbal | Capital do Móvel, Paços de Ferreira |
| 25 januari 2013 16:00 | Verslag           |     |                    | Capital do Móvel, Paços de Ferreira |

|                       |                  |     |         |                                         |
| 25 januari 2013 16:00 | Sporting Covilhã | 1–3 | Rio Ave | Complexo Desportivo da Covilhã, Covilhã |
| 25 januari 2013 16:00 | Verslag          |     |         | Complexo Desportivo da Covilhã, Covilhã |

### Groep B
| Team              | Gsp | G | G | V | DV | DT | DS | Pts |
| ----------------- | --- | - | - | - | -- | -- | -- | --- |
| FC Porto          | 3   | 2 | 1 | 0 | 7  | 2  | +5 | 7   |
| Sporting Lissabon | 3   | 2 | 1 | 0 | 6  | 1  | +5 | 7   |
| CS Marítimo       | 3   | 0 | 1 | 2 | 2  | 6  | –4 | 1   |
| FC Penafiel       | 3   | 0 | 1 | 2 | 1  | 7  | –6 | 1   |

|                        |          |     |       |                                                                                           |
| 29 december 2013 16:00 | Sporting | 0–0 | Porto | Estádio José Alvalade, Lissabon Toeschouwers: 21.505 Scheidsrechter: Olegário Benquerença |
| 29 december 2013 16:00 |          |     |       | Estádio José Alvalade, Lissabon Toeschouwers: 21.505 Scheidsrechter: Olegário Benquerença |

|                        |          |     |          |                                                                                         |
| 29 december 2013 16:00 | Marítimo | 0–0 | Penafiel | Estádio dos Barreiros, Funchal, Madeira Toeschouwers: 835 Scheidsrechter: Cosme Machado |
| 29 december 2013 16:00 |          |     |          | Estádio dos Barreiros, Funchal, Madeira Toeschouwers: 835 Scheidsrechter: Cosme Machado |

|                       |       |     |          |                                                       |
| 15 januari 2014 16:00 | Porto | 4–0 | Penafiel | Estádio do Dragão, Porto Scheidsrechter: Duarte Gomes |
| 15 januari 2014 16:00 |       |     |          | Estádio do Dragão, Porto Scheidsrechter: Duarte Gomes |

|                       |                                    |     |          |                                                              |
| 15 januari 2014 16:00 | Sporting                           | 3–0 | Marítimo | Estádio José Alvalade, Lissabon Scheidsrechter: Nuno Almeida |
| 15 januari 2014 16:00 | Carlos Mané 19' Vítor 50' Rojo 84' |     |          | Estádio José Alvalade, Lissabon Scheidsrechter: Nuno Almeida |

|                       |          |     |          |                          |
| 25 januari 2014 16:00 | FC Porto | 3–2 | Marítimo | Estádio do Dragão, Porto |
| 25 januari 2014 16:00 |          |     |          | Estádio do Dragão, Porto |

|                       |          |     |          |                                         |
| 25 januari 2014 16:00 | Penafiel | 1–3 | Sporting | Estádio Municipal 25 de Abril, Penafiel |
| 25 januari 2014 16:00 |          |     |          | Estádio Municipal 25 de Abril, Penafiel |

### Groep C
| Team             | Gsp | G | G | V | DV | DT | DS | Pts |
| ---------------- | --- | - | - | - | -- | -- | -- | --- |
| SC Braga         | 3   | 3 | 0 | 0 | 10 | 1  | +9 | 9   |
| GD Estoril-Praia | 3   | 1 | 1 | 1 | 5  | 4  | +1 | 4   |
| CF Os Belenenses | 3   | 1 | 1 | 1 | 2  | 6  | –4 | 4   |
| Beira-Mar        | 3   | 0 | 0 | 3 | 1  | 7  | –6 | 0   |

|                        |                  |     |                          |                                                              |
| 29 december 2013 16:00 | GD Estoril-Praia | 1–2 | Braga                    | Estádio António Coimbra da Mota, Estoril Toeschouwers: 1.517 |
| 29 december 2013 16:00 | Carlitos 18'     |     | Sasso 13' Rafa Silva 54' | Estádio António Coimbra da Mota, Estoril Toeschouwers: 1.517 |

|                        |                  |     |           |                                                |
| 29 december 2013 16:00 | CF Os Belenenses | 1–0 | Beira-Mar | Estádio do Restelo, Lissabon Toeschouwers: 531 |
| 29 december 2013 16:00 |                  |     |           | Estádio do Restelo, Lissabon Toeschouwers: 531 |

|                       |       |     |           |                    |
| 15 januari 2014 16:00 | Braga | 3–0 | Beira-Mar | Estádio AXA, Braga |
| 15 januari 2014 16:00 |       |     |           | Estádio AXA, Braga |

|                       |                  |     |                  |                                          |
| 16 januari 2014 17:00 | GD Estoril-Praia | 1–1 | CF Os Belenenses | Estádio António Coimbra da Mota, Estoril |
| 16 januari 2014 17:00 |                  |     |                  | Estádio António Coimbra da Mota, Estoril |

|                       |       |     |                  |                    |
| 25 januari 2014 16:00 | Braga | 5–0 | CF Os Belenenses | Estádio AXA, Braga |
| 25 januari 2014 16:00 |       |     |                  | Estádio AXA, Braga |

|                       |           |     |                  |                                     |
| 25 januari 2014 16:00 | Beira-Mar | 1–3 | GD Estoril-Praia | Estádio Municipal de Aveiro, Aveiro |
| 25 januari 2014 16:00 |           |     |                  | Estádio Municipal de Aveiro, Aveiro |

### Groep D
| Team           | Gsp | W | G | V | DV | DT | DS | Pts |
| -------------- | --- | - | - | - | -- | -- | -- | --- |
| SL Benfica     | 3   | 3 | 0 | 0 | 4  | 0  | +4 | 9   |
| CD Nacional    | 3   | 1 | 1 | 1 | 4  | 3  | +1 | 4   |
| Gil Vicente FC | 3   | 0 | 2 | 1 | 2  | 4  | –2 | 2   |
| Leixões SC     | 3   | 0 | 1 | 2 | 0  | 4  | –4 | 1   |

|                        |          |                  |         |                                                                                        |
| 30 december 2013 21:45 | Nacional | 0 – 1            | Benfica | Estádio da Madeira, Funchal, Madeira Toeschouwers: 3.427 Scheidsrechter: Carlos Xistra |
| 30 december 2013 21:45 |          | 32' (e.d.) Mexer |         | Estádio da Madeira, Funchal, Madeira Toeschouwers: 3.427 Scheidsrechter: Carlos Xistra |

|                      |             |       |         |                                                                                          |
| 8 januari 2014 19:00 | Gil Vicente | 0 – 0 | Leixões | Estádio Cidade de Barcelos, Barcelos Toeschouwers: 923 Scheidsrechter: Artur Soares Dias |
| 8 januari 2014 19:00 |             |       |         | Estádio Cidade de Barcelos, Barcelos Toeschouwers: 923 Scheidsrechter: Artur Soares Dias |

|                       |                                      |       |         |                                                                            |
| 15 januari 2014 20:45 | Benfica                              | 2 – 0 | Leixões | Estádio da Luz, Lissabon Toeschouwers: 9.524 Scheidsrechter: Carlos Xistra |
| 15 januari 2014 20:45 | Filip Đuričić 27' Ivan Cavaleiro 87' |       |         | Estádio da Luz, Lissabon Toeschouwers: 9.524 Scheidsrechter: Carlos Xistra |

|                       |                           |       |                    |                                                                                    |
| 15 januari 2014 16:00 | Nacional                  | 2 – 2 | Gil Vicente        | Estádio da Madeira, Funchal, Madeira Toeschouwers: 427 Scheidsrechter: João Capela |
| 15 januari 2014 16:00 | Djaniny 42' Reginaldo 61' |       | 47', 75' Danielson | Estádio da Madeira, Funchal, Madeira Toeschouwers: 427 Scheidsrechter: João Capela |

|                       |                       |       |             |                                                                                |
| 25 januari 2014 16:00 | Benfica               | 1 – 0 | Gil Vicente | Estádio do Restelo, Lissabon Toeschouwers: 6.664 Scheidsrechter: Bruno Esteves |
| 25 januari 2014 16:00 | Miralem Sulejmani 56' |       |             | Estádio do Restelo, Lissabon Toeschouwers: 6.664 Scheidsrechter: Bruno Esteves |

|                       |         |                      |          |                                                                            |
| 25 januari 2014 16:00 | Leixões | 0 – 2                | Nacional | Estádio do Mar, Matosinhos Toeschouwers: 750 Scheidsrechter: Pedro Proença |
| 25 januari 2014 16:00 |         | 50' João 52' Aurélio |          | Estádio do Mar, Matosinhos Toeschouwers: 750 Scheidsrechter: Pedro Proença |

## Halve finales
|                     |                                                 |       |                                                             |                                                                              |
| 27 april 2014 18:15 | FC Porto                                        | 0 – 0 | Benfica                                                     | Estádio do Dragão, Porto Toeschouwers: 26.109 Scheidsrechter: Marco Ferreira |
| 27 april 2014 18:15 |                                                 |       |                                                             | Estádio do Dragão, Porto Toeschouwers: 26.109 Scheidsrechter: Marco Ferreira |
| 27 april 2014 18:15 | Strafschoppen                                   |       |                                                             | Estádio do Dragão, Porto Toeschouwers: 26.109 Scheidsrechter: Marco Ferreira |
| 27 april 2014 18:15 | Quintero Martínez Ghilas Maicon Varela Fernando | 3–4   | Siqueira Garay Jardel André Gomes Enzo Pérez Ivan Cavaleiro | Estádio do Dragão, Porto Toeschouwers: 26.109 Scheidsrechter: Marco Ferreira |

|                        |                                   |       |                |                                                                                           |
| 13 februari 2014 16:00 | Rio Ave                           | 2 – 1 | SC Braga       | Estádio dos Arcos, Vila do Conde Toeschouwers: 1.813 Scheidsrechter: Olegário Benquerença |
| 13 februari 2014 16:00 | Braga 69' Ahmed Hassan 41' (pen.) |       | 45+1' Custódio | Estádio dos Arcos, Vila do Conde Toeschouwers: 1.813 Scheidsrechter: Olegário Benquerença |

## Finale
|                  |                        |       |         |                                                                                       |
| 7 mei 2014 20:30 | Benfica                | 2 – 0 | Rio Ave | Estádio Dr. Magalhães Pessoa, Leiria Toeschouwers: 23.119 Scheidsrechter: Hugo Miguel |
| 7 mei 2014 20:30 | Rodrigo 42' Luisão 78' |       |         | Estádio Dr. Magalhães Pessoa, Leiria Toeschouwers: 23.119 Scheidsrechter: Hugo Miguel |